# Stipa arcaensis
Stipa arcaensis är en gräsart som beskrevs av Carlos Luis Spegazzini. Stipa arcaensis ingår i släktet fjädergrässläktet, och familjen gräs. Inga underarter finns listade i Catalogue of Life.